# Moldava v Krušných horách (nádraží)
Moldava v Krušných horách je koncová dopravna D3 (někdejší železniční stanice) neelektrizované jednokolejné Moldavské horské dráhy. Nachází se v obci Moldava v okrese Teplice .

## Historie

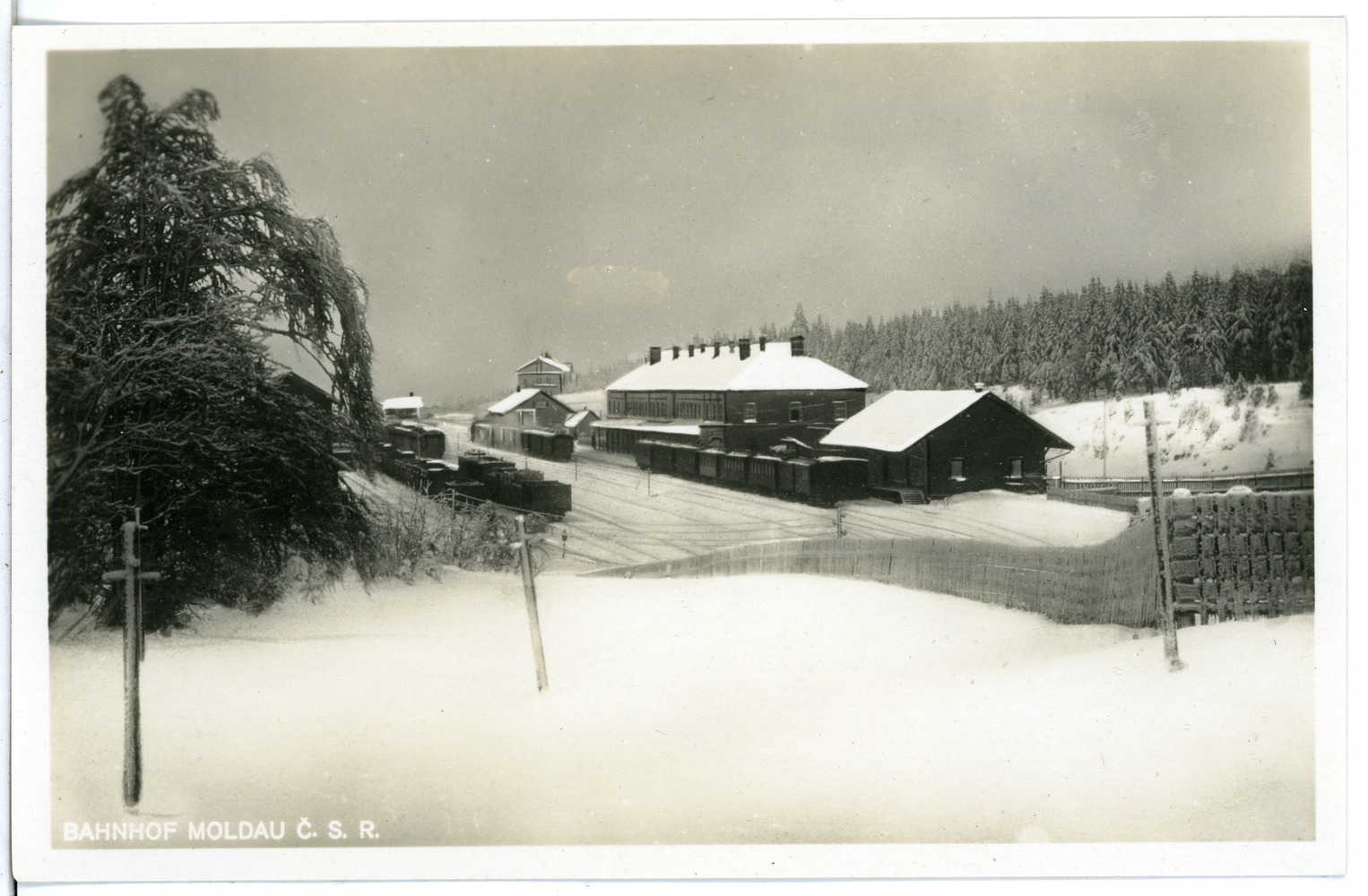
Nádraží v zimě roku 1927

V minulosti se jednalo o pohraniční stanici, neboť trať pokračovala směrem do Holzhau a Freibergu. Po přerušení přeshraničního provozu v roce 1945 a demontáži kolejí na saské straně se stanice stala koncovou a její význam značně upadl.Až do poloviny 80. let  20. století sloužila moldavská nádražní budova jako zázemí pro učně Středního odborného učiliště železničního. Po roce 1989 se zde vystřídalo několik vlastníků.
Od roku 2018 se předmětem jednání mezi českou a saskou stranou stalo obnovení přeshraničního provozu na této historické trati, vedoucí od roku 1885 z Mostu až do Freibergu.
Obec se pokusila rozlehlou nádražní budovu, kterou koupila v roce 2016, v roce 2024 prodat v aukci s vyvolávací cenou 3 miliony korun. Ač se do dražby, která se uskutečnila na konci října 2024, přihlásili dva zájemci, aukce řádně neproběhla, což představitele obce Moldavy přimělo hledat náhradní řešení. Nakonec nádraží prodala na podzim roku 2024 spolku Výtopna Zdice (jednatel Radim Říha), provozovateli železničního muzea ve Zdicích.

## Popis
Pro cestující je přístupná hlavní hala staniční budovy, není zde však poskytován prodej jízdenek ani jiné služby. Staniční budova chátrá a hledají se prostředky na její rekonstrukci.
Dopravna má dvě nástupiště o délkách 50 a 220 metrů. Dopravna je dirigovaná z Louky u Litvínova. Z původně rozsáhlého kolejiště je v provozu jen malá část, ta však stále umožňuje setkání dvou vlaků v dopravně (k dispozici jsou dvě dopravní koleje). Děje se tak v případě spěšných vlaků z Děčína a zastávkových vlaků z Mostu.

## Galerie

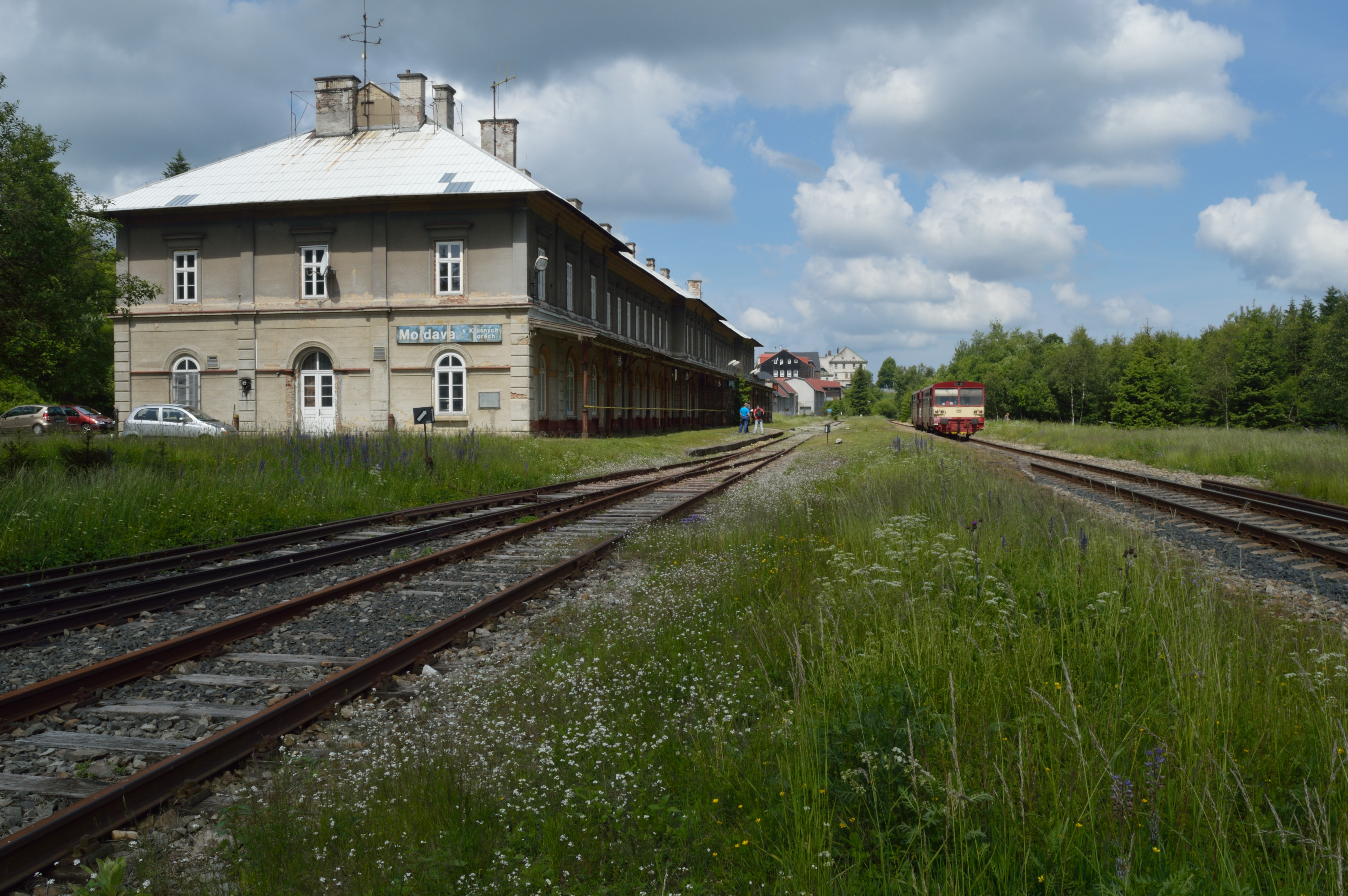
Pohled od východu (rok 2015)
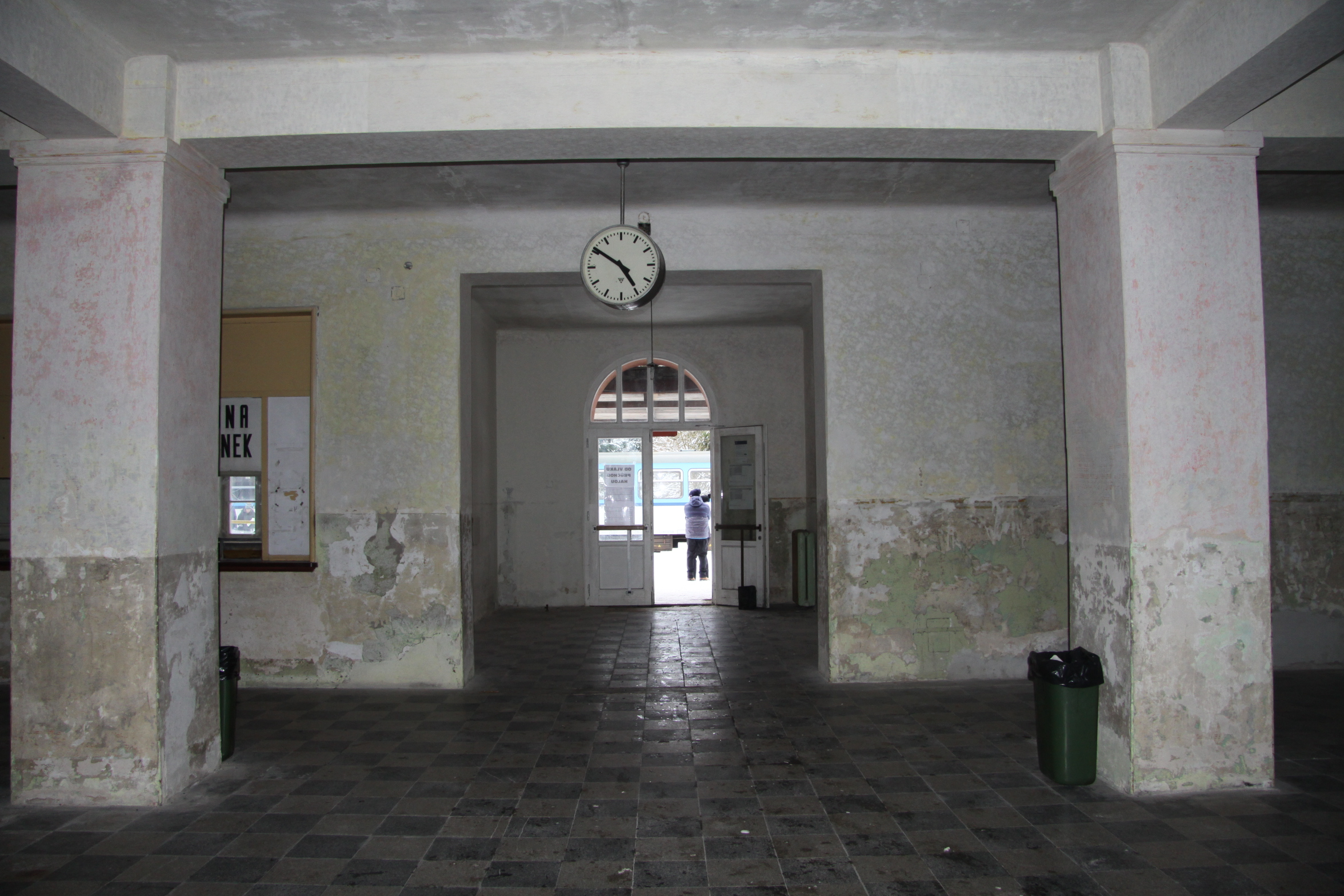
Nádražní hala v roce 2021
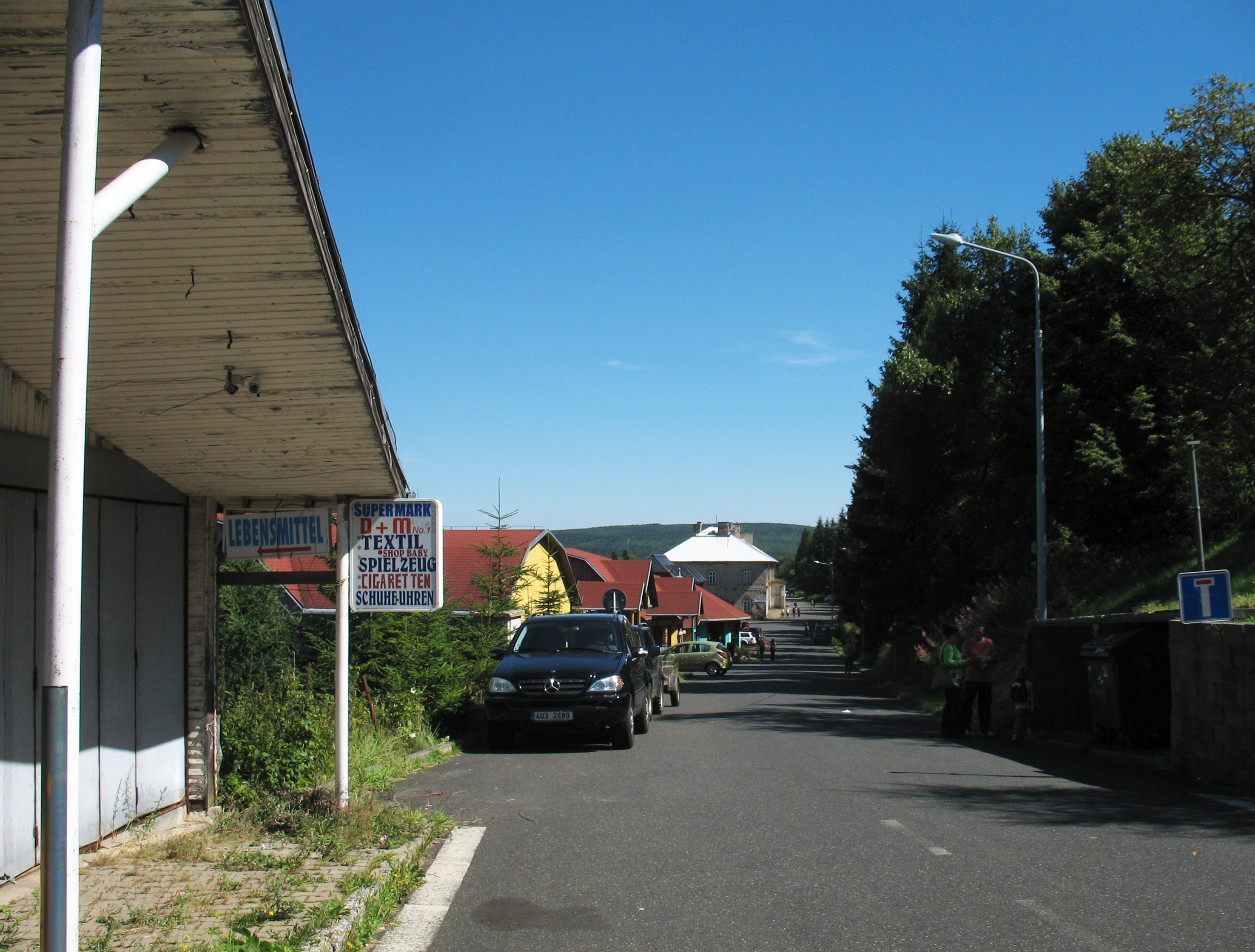
Pohled od cesty ke státní hranici
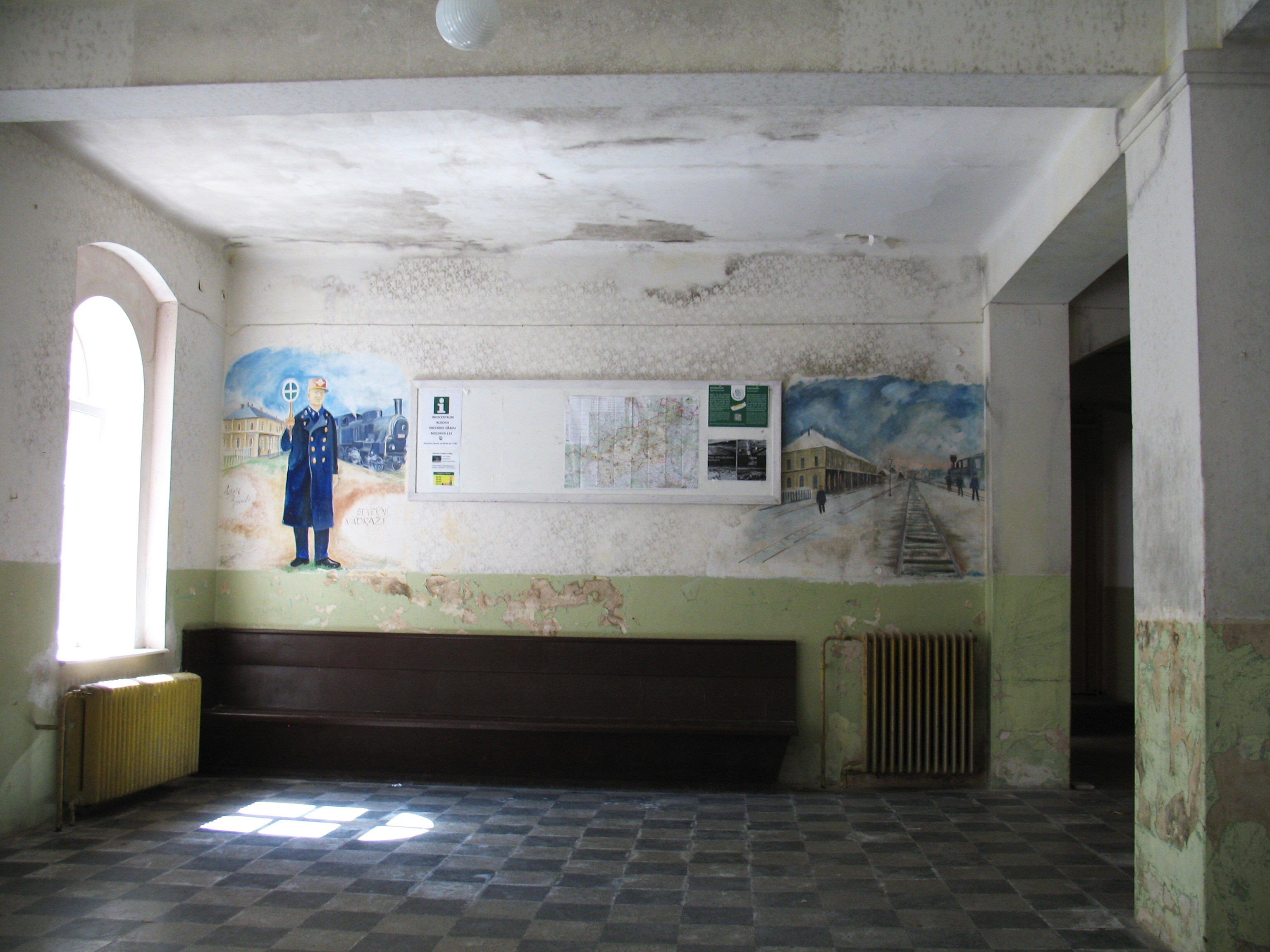
Čekárna v roce 2016
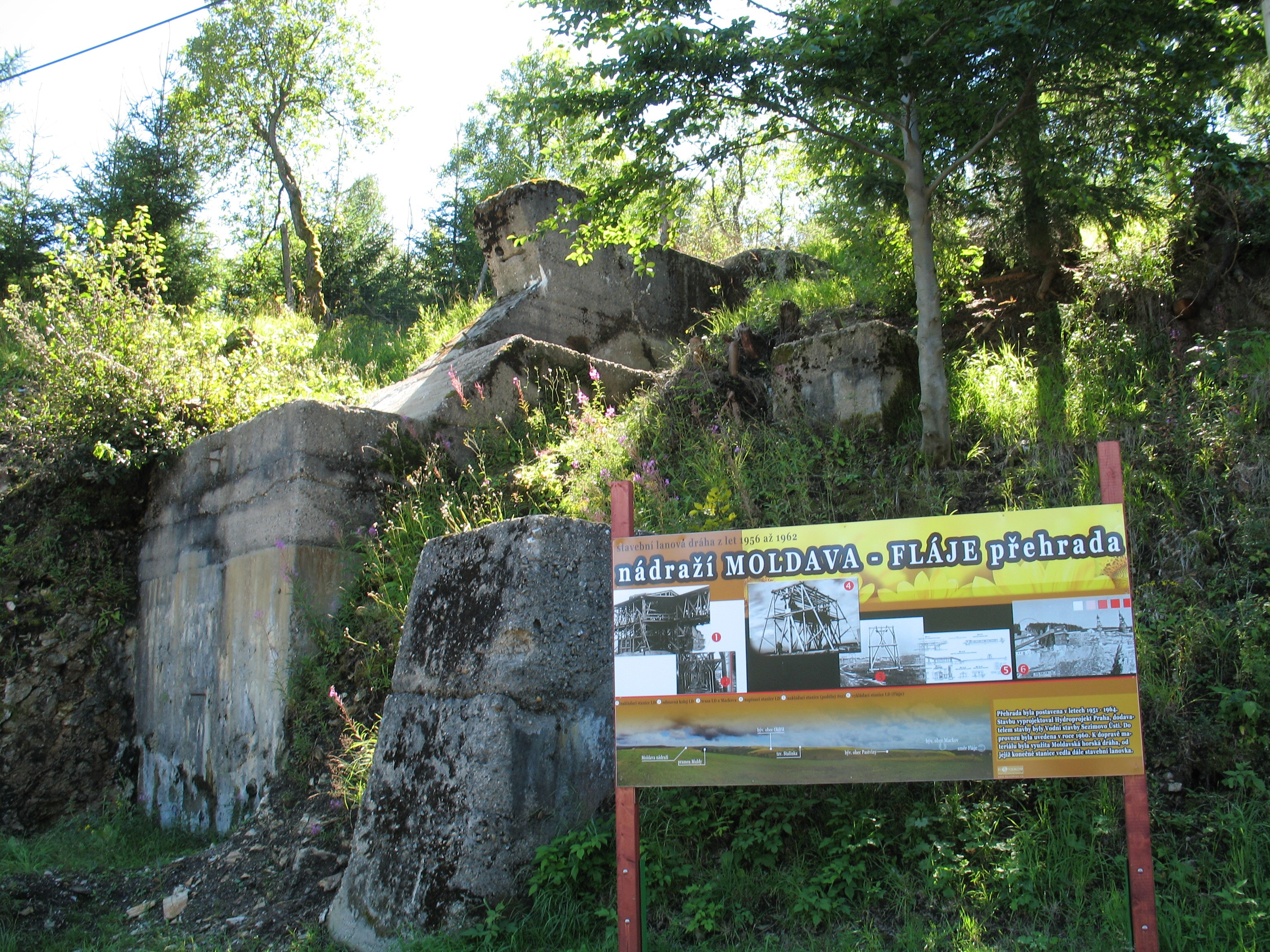
Pozůstatky nákladní lanovky z Moldavy do Flájí před nádražím